# Primeira Liga Experimental (1934/1935)
Primeira Liga 1934/1935 była pierwszą edycja na najwyższym poziomie w Portugalii, przed reformą portugalskiej piłki nożnej w 1938 roku, był pierwszym  konkursem eksperymentalnym a zwycięzca turnieju został nazwany "mistrzem ligi". Mimo że mistrzostwa Portugalii w formacie pucharu były najpopularniejsze i zdefiniowały portugalskich mistrzów. 

## Tabela
| № | Drużyna            | M  | Z  | R | P  | Bramki  | +/– | Pkt |
| - | ------------------ | -- | -- | - | -- | ------- | --- | --- |
| 1 | FC Porto           | 14 | 10 | 2 | 2  | 43 – 19 | +24 | 22  |
| 2 | Sporting CP        | 14 | 8  | 4 | 2  | 39 – 20 | +19 | 20  |
| 3 | SL Benfica         | 14 | 8  | 3 | 3  | 41 – 23 | +18 | 19  |
| 4 | CF Os Belenenses   | 14 | 8  | 2 | 4  | 45 – 20 | +25 | 18  |
| 5 | Vitória Setúbal    | 14 | 7  | 2 | 5  | 26 – 24 | +2  | 16  |
| 6 | União Lizbona      | 14 | 3  | 2 | 9  | 30 – 49 | -19 | 8   |
| 7 | Académico do Porto | 14 | 2  | 2 | 10 | 20 – 54 | –34 | 6   |
| 8 | Académica Coimbra  | 14 | 1  | 1 | 12 | 14 – 49 | –35 | 3   |

## Wyniki
| Gospodarz \ Gość   | POR | SCP | BEN | BEL | VSE | ULI | ACO | ACA |
| FC Porto           |     | 4:2 | 2:1 | 1:0 | 3:2 | 7:4 | 7:0 | 7:1 |
| Sporting CP        | 2:2 |     | 3:1 | 1:3 | 1:1 | 5:0 | 3:0 | 5:1 |
| SL Benfica         | 3:0 | 1:1 |     | 5:3 | 3:1 | 2:1 | 7:2 | 4:1 |
| CF Os Belenenses   | 1:1 | 1:1 | 2:1 |     | 3:0 | 7:3 | 7:0 | 4:0 |
| Vitória Setúbal    | 1:0 | 0:1 | 2:5 | 2:1 |     | 4:1 | 0:0 | 3:2 |
| União Lizbona      | 0:2 | 4:5 | 2:2 | 2:6 | 1:3 |     | 5:2 | 1:0 |
| Académico do Porto | 0:3 | 2:3 | 1:4 | 3:2 | 3:6 | 3:3 |     | 3:2 |
| Académica Coimbra  | 2:4 | 0:6 | 2:2 | 0:5 | 0:1 | 1:3 | 2:1 |     |

Źródło: zerozero.pt rsssf.com
Objaśnienia:
1Drużyna gospodarzy jest wymieniona po lewej stronie tabeli.
Kolory: zielony – zwycięstwo gospodarzy, żółty – remis, różowy – zwycięstwo gości.

## Najlepsi strzelcy
| Bramki | Imię Nazwisko   | Drużyna     |
| ------ | --------------- | ----------- |
| 26     | Manuel Soeiro   | Sporting CP |
| 16     | Alfredo Valadas | SL Benfica  |
| 12     | Carlos Nunes    | FC Porto    |

Źródło:  rsssf.com (ang.) zerozero.pt (port.)